# Campeonato Mundial de Voleibol Femenino de 2006
El XV Campeonato Mundial de Voleibol Femenino se celebró en Japón entre el 31 de octubre y el 16 de noviembre de 2006 bajo la organización de la Federación Internacional de Voleibol (FIVB) y la Asociación Japonesa de Voleibol.
Compitieron en el evento 24 selecciones nacionales afiliadas a la FIVB por el título mundial, cuyo anterior portador era la selección de Italia, ganadora del Mundial de 2002.
El equipo de Rusia conquistó el título mundial al vencer en la final al equipo de Brasil con un marcador de 3-2. El conjunto de Serbia y Montenegro ganó la medalla de bronce en el partido por el tercer puesto contra el equipo de Italia.

## Organización

### Sedes
| Foto | Grupo          | Ciudad  | Instalación                  | Capacidad |
| ---- | -------------- | ------- | ---------------------------- | --------- |
|      | A              | Tokio   | Estadio Nacional Yoyogi      | 12.000    |
|      | B              | Sapporo | Centro deportivo de Hokkaido | 7.000     |
|      | C              | Kobe    | Green Arena                  | 6.000     |
|      | D y E          | Nagoya  | Pabellón Nagoya Rainbow      | 8.000     |
|      | F y fase final | Osaka   | Gimnasio municipal           | 8.200     |

### Calendario
| 1F | Primera fase | 2F | Segunda fase | FF | Fase final |

| Octubre/ noviembre de 2006 | 31 Mar  | 01 Mié  | 02 Jue | 03 Vie  | 04 Sáb  | 05 Dom  | 06 Lun | 07 Mar | 08 Mié | 09 Jue | 10 Vie | 11 Sáb | 12 Dom | 13 Lun | 14 Mar | 15 Mié | 16 Jue |
| -------------------------- | ------- | ------- | ------ | ------- | ------- | ------- | ------ | ------ | ------ | ------ | ------ | ------ | ------ | ------ | ------ | ------ | ------ |
| Fase (no. de partidos)     | 1F (12) | 1F (12) | —      | 1F (12) | 1F (12) | 1F (12) | —      | —      | 2F (8) | 2F (8) | —      | 2F (8) | 2F (8) | —      | —      | FF (6) | FF (6) |

## Grupos
| Grupo A       | Grupo B              | Grupo C        | Grupo D |
| ------------- | -------------------- | -------------- | ------- |
| Japón         | China                | Brasil         | Italia  |
| Corea del Sur | Rusia                | Estados Unidos | Cuba    |
| Polonia       | Alemania             | Países Bajos   | Turquía |
| Kenia         | República Dominicana | Puerto Rico    | Egipto  |
| China Taipéi  | México               | Camerún        | Perú    |
| Costa Rica    | Azerbaiyán           | Kazajistán     | Serbia  |

## Primera fase
- Todos los partidos en la hora local de Japón (UTC+9).

Los primeros cuatro de cada grupo pasan a la segunda fase.

### Grupo A
| Equipo        | J | G | P | SG | SP | R     | PG  | PP  | R     | PTS |
| ------------- | - | - | - | -- | -- | ----- | --- | --- | ----- | --- |
| China Taipéi  | 5 | 5 | 0 | 15 | 4  | 3,750 | 455 | 371 | 1,226 | 10  |
| Japón         | 5 | 4 | 1 | 13 | 5  | 2,600 | 437 | 354 | 1,234 | 9   |
| Polonia       | 5 | 3 | 2 | 11 | 10 | 1,100 | 483 | 455 | 1,062 | 8   |
| Corea del Sur | 5 | 2 | 3 | 11 | 9  | 1,222 | 458 | 404 | 1,134 | 7   |
| Costa Rica    | 5 | 1 | 4 | 4  | 14 | 0,286 | 303 | 425 | 0,713 | 6   |
| Kenia         | 5 | 0 | 5 | 3  | 15 | 0,200 | 311 | 438 | 0,710 | 5   |

- Resultados

| Fecha | Hora  | Partido¹      | Partido¹ | Partido¹      | Resultado | S1    | S2    | S3    | S4    | S5    | Total   |
| ----- | ----- | ------------- | -------- | ------------- | --------- | ----- | ----- | ----- | ----- | ----- | ------- |
| 31.10 | 12:00 | Corea del Sur | -        | Costa Rica    | 3-0       | 25-16 | 25-15 | 25-17 | –     | –     | 75-48   |
| 31.10 | 14:00 | Polonia       | -        | Kenia         | 3-1       | 25-15 | 25-17 | 20-25 | 25-20 | –     | 97-77   |
| 31.10 | 18:00 | China Taipéi  | -        | Japón         | 3-1       | 18-25 | 25-18 | 25-19 | 25-23 | –     | 93-85   |
| 01.11 | 13:00 | Kenia         | -        | China Taipéi  | 0-3       | 13-25 | 9-25  | 27-29 | –     | –     | 49-79   |
| 01.11 | 15:00 | Corea del Sur | -        | Polonia       | 2-3       | 21-25 | 25-23 | 24-26 | 25-23 | 12-15 | 107-112 |
| 01.11 | 18:00 | Costa Rica    | -        | Japón         | 0-3       | 9-25  | 11-25 | 14-25 | –     | –     | 34-75   |
| 03.11 | 13:00 | China Taipéi  | -        | Corea del Sur | 3-2       | 26-24 | 16-25 | 29-27 | 24-26 | 15-10 | 110-112 |
| 03.11 | 15:00 | Polonia       | -        | Costa Rica    | 3-1       | 25-17 | 20-25 | 25-11 | 25-14 | –     | 95-67   |
| 03.11 | 18:00 | Japón         | -        | Kenia         | 3-0       | 25-15 | 25-17 | 25-10 | –     | –     | 75-42   |
| 04.11 | 13:00 | Costa Rica    | -        | Kenia         | 3-2       | 19-25 | 23-25 | 25-16 | 32-30 | 15-9  | 114-105 |
| 04.11 | 15:00 | Polonia       | -        | China Taipéi  | 1-3       | 19-25 | 18-25 | 25-23 | 23-25 | –     | 85-98   |
| 04.11 | 18:00 | Corea del Sur | -        | Japón         | 1-3       | 21-25 | 25-21 | 21-25 | 22-25 | –     | 89-96   |
| 05.11 | 13:00 | China Taipéi  | -        | Costa Rica    | 3-0       | 25-10 | 25-18 | 25-12 | –     | –     | 75-40   |
| 05.11 | 15:00 | Kenia         | -        | Corea del Sur | 0-3       | 13-25 | 13-25 | 12-25 | –     | –     | 38-75   |
| 05.11 | 18:00 | Japón         | -        | Polonia       | 3-1       | 25-22 | 30-28 | 26-28 | 25-18 | –     | 106-96  |

- (¹) – Todos en Tokio.

### Grupo B
| Equipo               | J | G | P | SG | SP | R     | PG  | PP  | R     | PTS |
| -------------------- | - | - | - | -- | -- | ----- | --- | --- | ----- | --- |
| Rusia                | 5 | 5 | 0 | 15 | 4  | 3,750 | 451 | 361 | 1,249 | 10  |
| Alemania             | 5 | 4 | 1 | 13 | 4  | 3,250 | 413 | 354 | 1,167 | 9   |
| China                | 5 | 3 | 2 | 11 | 7  | 1,571 | 413 | 378 | 1,093 | 8   |
| Azerbaiyán           | 5 | 2 | 3 | 8  | 10 | 0,800 | 406 | 391 | 1,038 | 7   |
| República Dominicana | 5 | 1 | 4 | 5  | 12 | 0,417 | 348 | 392 | 0,888 | 6   |
| México               | 5 | 0 | 5 | 0  | 15 | 0,000 | 220 | 375 | 0,587 | 5   |

- Resultados

| Fecha | Hora  | Partido¹             | Partido¹ | Partido¹             | Resultado | S1    | S2    | S3    | S4    | S5 | Total |
| ----- | ----- | -------------------- | -------- | -------------------- | --------- | ----- | ----- | ----- | ----- | -- | ----- |
| 31.10 | 14:00 | República Dominicana | -        | Alemania             | 0-3       | 17-25 | 16-25 | 21-25 | –     | –  | 54-75 |
| 31.10 | 16:00 | México               | -        | Rusia                | 0-3       | 8-25  | 11-25 | 10-25 | –     | –  | 29-75 |
| 31.10 | 18:00 | China                | -        | Azerbaiyán           | 3-1       | 25-23 | 24-26 | 25-16 | 25-22 | –  | 99-87 |
| 01.11 | 14:00 | Azerbaiyán           | -        | Rusia                | 1-3       | 19-25 | 21-25 | 25-19 | 20-25 | –  | 85-94 |
| 01.11 | 16:00 | Alemania             | -        | México               | 3-0       | 25-18 | 25-21 | 25-19 | –     | –  | 75-58 |
| 01.11 | 18:00 | China                | -        | República Dominicana | 3-0       | 25-19 | 25-17 | 25-23 | –     | –  | 75-59 |
| 03.11 | 14:00 | República Dominicana | -        | Azerbaiyán           | 1-3       | 25-21 | 21-25 | 21-25 | 14-25 | –  | 81-96 |
| 03.11 | 16:00 | Rusia                | -        | Alemania             | 3-1       | 25-22 | 25-21 | 17-25 | 25-23 | –  | 92-91 |
| 03.11 | 18:00 | México               | -        | China                | 0-3       | 20-25 | 10-25 | 12-25 | –     | –  | 42-75 |
| 04.11 | 14:00 | China                | -        | Rusia                | 1-3       | 25-20 | 23-25 | 17-25 | 12-25 | –  | 77-95 |
| 04.11 | 16:00 | Azerbaiyán           | -        | Alemania             | 0-3       | 25-27 | 18-25 | 20-25 | –     | –  | 63-77 |
| 04.11 | 18:00 | República Dominicana | -        | México               | 3-0       | 25-20 | 25-19 | 25-12 | –     | –  | 75-51 |
| 05.11 | 14:00 | Alemania             | -        | China                | 3-1       | 20-25 | 25-18 | 25-21 | 25-23 | –  | 95-87 |
| 05.11 | 16:00 | México               | -        | Azerbaiyán           | 0-3       | 14-25 | 10-25 | 16-25 | –     | –  | 40-75 |
| 05.11 | 18:00 | Rusia                | -        | República Dominicana | 3-1       | 25-17 | 20-25 | 25-18 | 25-19 | –  | 95-79 |

- (¹) – Todos en Sapporo.

### Grupo C
| Equipo         | J | G | P | SG | SP | R     | PG  | PP  | R     | PTS |
| -------------- | - | - | - | -- | -- | ----- | --- | --- | ----- | --- |
| Brasil         | 5 | 5 | 0 | 15 | 2  | 7,500 | 411 | 287 | 1,432 | 10  |
| Estados Unidos | 5 | 4 | 1 | 12 | 7  | 1,714 | 430 | 373 | 1,153 | 9   |
| Países Bajos   | 5 | 3 | 2 | 13 | 8  | 1,625 | 466 | 440 | 1,059 | 8   |
| Puerto Rico    | 5 | 2 | 3 | 6  | 10 | 0,600 | 334 | 381 | 0,877 | 7   |
| Kazajistán     | 5 | 1 | 4 | 8  | 12 | 0,667 | 420 | 442 | 0,950 | 6   |
| Camerún        | 5 | 0 | 5 | 0  | 15 | 0,000 | 237 | 375 | 0,632 | 5   |

- Resultados

| Fecha | Hora  | Partido¹       | Partido¹ | Partido¹       | Resultado | S1    | S2    | S3    | S4    | S5    | Total   |
| ----- | ----- | -------------- | -------- | -------------- | --------- | ----- | ----- | ----- | ----- | ----- | ------- |
| 31.10 | 14:00 | Brasil         | -        | Puerto Rico    | 3-0       | 25-21 | 25-15 | 25-18 | –     | –     | 75-54   |
| 31.10 | 16:00 | Países Bajos   | -        | Camerún        | 3-0       | 25-16 | 25-17 | 25-18 | –     | –     | 75-51   |
| 31.10 | 18:00 | Estados Unidos | -        | Kazajistán     | 3-2       | 19-25 | 25-19 | 25-19 | 26-28 | 16-14 | 111-105 |
| 01.11 | 14:00 | Kazajistán     | -        | Brasil         | 0-3       | 17-25 | 13-25 | 16-25 | –     | –     | 46-75   |
| 01.11 | 16:00 | Camerún        | -        | Puerto Rico    | 0-3       | 17-25 | 23-25 | 20-25 | –     | –     | 60-75   |
| 01.11 | 18:00 | Países Bajos   | -        | Estados Unidos | 2-3       | 19-25 | 22-25 | 29-27 | 25-20 | 7-15  | 102-112 |
| 03.11 | 14:00 | Brasil         | -        | Países Bajos   | 3-2       | 25-18 | 23-25 | 23-25 | 25-18 | 15-9  | 111-95  |
| 03.11 | 16:00 | Puerto Rico    | -        | Kazajistán     | 3-1       | 22-23 | 22-25 | 25-20 | 25-23 | –     | 97-91   |
| 03.11 | 18:00 | Estados Unidos | -        | Camerún        | 3-0       | 25-17 | 25-18 | 25-11 | –     | –     | 75-46   |
| 04.11 | 14:00 | Estados Unidos | -        | Brasil         | 0-3       | 23-25 | 21-25 | 13-25 | –     | –     | 57-75   |
| 04.11 | 16:00 | Camerún        | -        | Kazajistán     | 0-3       | 20-25 | 13-25 | 12-25 | –     | –     | 45-75   |
| 04.11 | 18:00 | Países Bajos   | -        | Puerto Rico    | 3-0       | 30-28 | 25-17 | 25-18 | –     | –     | 80-63   |
| 05.11 | 14:00 | Brasil         | -        | Camerún        | 3-0       | 25-13 | 25-14 | 25-8  | –     | –     | 75-35   |
| 05.11 | 16:00 | Puerto Rico    | -        | Estados Unidos | 0-3       | 14-25 | 16-25 | 15-25 | –     | –     | 45-75   |
| 05.11 | 18:00 | Kazajistán     | -        | Países Bajos   | 2-3       | 18-25 | 29-27 | 18-25 | 25-22 | 13-15 | 103-114 |

- (¹) – Todos en Kobe.

### Grupo D
| Equipo              | J | G | P | SG | SP | R     | PG  | PP  | R     | PTS |
| ------------------- | - | - | - | -- | -- | ----- | --- | --- | ----- | --- |
| Serbia y Montenegro | 5 | 5 | 0 | 15 | 4  | 3,750 | 464 | 388 | 1,196 | 10  |
| Italia              | 5 | 4 | 1 | 13 | 4  | 3,250 | 415 | 315 | 1,317 | 9   |
| Cuba                | 5 | 3 | 2 | 11 | 8  | 1,375 | 432 | 388 | 1,113 | 8   |
| Turquía             | 5 | 2 | 3 | 6  | 11 | 0,545 | 368 | 359 | 1,025 | 7   |
| Perú                | 5 | 1 | 4 | 9  | 12 | 0,750 | 419 | 447 | 0,937 | 6   |
| Egipto              | 5 | 0 | 5 | 0  | 15 | 0,000 | 174 | 375 | 0,464 | 5   |

- Resultados

| Fecha | Hora  | Partido¹            | Partido¹ | Partido¹            | Resultado | S1    | S2    | S3    | S4    | S5    | Total   |
| ----- | ----- | ------------------- | -------- | ------------------- | --------- | ----- | ----- | ----- | ----- | ----- | ------- |
| 31.10 | 14:00 | Perú                | -        | Egipto              | 3-0       | 25-19 | 25-6  | 25-13 | –     | –     | 75-38   |
| 31.10 | 16:00 | Turquía             | -        | Cuba                | 0-3       | 20-25 | 25-27 | 21-25 | –     | –     | 66-77   |
| 31.10 | 18:00 | Italia              | -        | Serbia y Montenegro | 1-3       | 18-25 | 22-25 | 25-19 | 25-27 | –     | 90-96   |
| 01.11 | 14:00 | Egipto              | -        | Turquía             | 0-3       | 11-25 | 13-25 | 8-25  | –     | –     | 32-75   |
| 01.11 | 16:00 | Serbia y Montenegro | -        | Cuba                | 3-1       | 22-25 | 22-25 | 25-20 | 25-23 | –     | 97-90   |
| 01.11 | 18:00 | Italia              | -        | Perú                | 3-0       | 25-15 | 25-16 | 25-14 | –     | –     | 75-45   |
| 03.11 | 14:00 | Perú                | -        | Serbia y Montenegro | 2-3       | 25-23 | 25-21 | 20-25 | 16-25 | 23-25 | 109-119 |
| 03.11 | 16:00 | Cuba                | -        | Egipto              | 3-0       | 25-9  | 25-9  | 25-15 | –     | –     | 75-33   |
| 03.11 | 18:00 | Turquía             | -        | Italia              | 0-3       | 23-25 | 17-25 | 14-25 | –     | –     | 54-75   |
| 04.11 | 14:00 | Serbia y Montenegro | -        | Egipto              | 3-0       | 25-9  | 25-13 | 25-15 | –     | –     | 75-37   |
| 04.11 | 16:00 | Perú                | -        | Turquía             | 2-3       | 27-25 | 18-25 | 25-21 | 19-25 | 9-15  | 99-111  |
| 04.11 | 18:00 | Italia              | -        | Cuba                | 3-1       | 25-27 | 25-19 | 25-21 | 25-19 | –     | 100-86  |
| 05.11 | 14:00 | Turquía             | -        | Serbia y Montenegro | 0-3       | 25-27 | 22-25 | 15-25 | –     | –     | 62-77   |
| 05.11 | 16:00 | Cuba                | -        | Perú                | 3-2       | 22-25 | 25-16 | 17-25 | 25-16 | 15-10 | 104-92  |
| 05.11 | 18:00 | Egipto              | -        | Italia              | 0-3       | 17-25 | 7-25  | 10-25 | –     | –     | 34-75   |

- (¹) – Todos en Nagoya.

## Segunda fase
Clasifican los cuatro primeros de cada grupo formando dos grupos, el E (los cuatro mejores clasificados del A y del D) y el F (con los cuatro del B y del C). Compiten entre sí con los puntos que ya habían logrado en la fase anterior, pero quitándoles los puntos que obtuvieron al jugar con los dos equipos no clasificados.

### Grupo E
| Equipo              | J | G | P | SG | SP | R     | PG  | PP  | R      | PTS |
| ------------------- | - | - | - | -- | -- | ----- | --- | --- | ------ | --- |
| Italia              | 7 | 6 | 1 | 19 | 4  | 4,750 | 568 | 448 | 1,268  | 13  |
| Serbia y Montenegro | 5 | 6 | 1 | 20 | 7  | 2,857 | 628 | 563 | 1,115  | 13  |
| Cuba                | 7 | 5 | 2 | 17 | 7  | 2,429 | 578 | 532 | 1,086  | 12  |
| Japón               | 7 | 4 | 3 | 14 | 14 | 1,000 | 652 | 644 | 1,0,12 | 11  |
| China Taipéi        | 7 | 3 | 4 | 12 | 16 | 0,750 | 574 | 636 | 0,903  | 10  |
| Turquía             | 7 | 2 | 5 | 7  | 16 | 0,438 | 493 | 540 | 0,913  | 9   |
| Corea del Sur       | 7 | 1 | 6 | 8  | 18 | 0,444 | 552 | 592 | 0,932  | 8   |
| Polonia             | 7 | 1 | 6 | 5  | 20 | 0,250 | 524 | 614 | 0,853  | 8   |

- Resultados

| Fecha | Hora  | Partido¹      | Partido¹ | Partido¹            | Resultado | S1    | S2    | S3    | S4    | S5    | Total   |
| ----- | ----- | ------------- | -------- | ------------------- | --------- | ----- | ----- | ----- | ----- | ----- | ------- |
| 08.11 | 11:00 | Corea del Sur | -        | Serbia y Montenegro | 0-3       | 23-25 | 19-25 | 22-25 | –     | –     | 64-75   |
| 08.11 | 13:00 | Polonia       | -        | Italia              | 0-3       | 19-25 | 22-25 | 13-25 | –     | –     | 54-75   |
| 08.11 | 15:00 | China Taipéi  | -        | Turquía             | 1-3       | 17-25 | 16-25 | 25-21 | 17-25 | –     | 75-96   |
| 08.11 | 18:00 | Japón         | -        | Cuba                | 1-3       | 25-22 | 23-25 | 22-25 | 22-25 | –     | 92-97   |
| 09.11 | 11:00 | Polonia       | -        | Serbia y Montenegro | 0-3       | 15-25 | 22-25 | 14-25 | –     | –     | 51-75   |
| 09.11 | 13:00 | China Taipéi  | -        | Cuba                | 0-3       | 21-25 | 20-25 | 14-25 | –     | –     | 55-75   |
| 09.11 | 15:00 | Corea del Sur | -        | Italia              | 0-3       | 18-25 | 19-25 | 13-25 | –     | –     | 50-75   |
| 09.11 | 18:00 | Japón         | -        | Turquía             | 3-1       | 30-28 | 22-25 | 25-21 | 25-17 | –     | 102-91  |
| 11.11 | 11:00 | China Taipéi  | -        | Italia              | 0-3       | 15-25 | 13-25 | 14-25 | –     | –     | 42-75   |
| 11.11 | 13:00 | Corea del Sur | -        | Cuba                | 0-3       | 19-25 | 14-25 | 22-25 | –     | –     | 55-75   |
| 11.11 | 15:00 | Polonia       | -        | Turquía             | 0-3       | 18-25 | 22-25 | 19-25 | –     | –     | 59-75   |
| 11.11 | 18:00 | Japón         | -        | Serbia y Montenegro | 3-2       | 18-25 | 22-25 | 25-18 | 25-21 | 15-11 | 105-100 |
| 12.11 | 11:00 | Polonia       | -        | Cuba                | 0-3       | 18-25 | 26-28 | 23-25 | –     | –     | 67-78   |
| 12.11 | 13:00 | China Taipéi  | -        | Serbia y Montenegro | 2-3       | 22-25 | 26-24 | 25-19 | 15-25 | 13-15 | 101-108 |
| 12.11 | 15:00 | Corea del Sur | -        | Turquía             | 3-0       | 25-14 | 25-13 | 25-22 | –     | –     | 75-49   |
| 12.11 | 18:00 | Japón         | -        | Italia              | 0-3       | 17-25 | 26-28 | 23-25 | –     | –     | 66-78   |

- (¹) – Todos en Nagoya.

### Grupo F
| Equipo         | J | G | P | SG | SP | R     | PG  | PP  | R     | PTS |
| -------------- | - | - | - | -- | -- | ----- | --- | --- | ----- | --- |
| Brasil         | 7 | 7 | 0 | 21 | 5  | 4,200 | 628 | 517 | 1,215 | 14  |
| Rusia          | 7 | 6 | 1 | 19 | 6  | 3,167 | 596 | 512 | 1,164 | 13  |
| Países Bajos   | 7 | 4 | 3 | 16 | 13 | 1,231 | 620 | 646 | 0,960 | 11  |
| China          | 7 | 3 | 4 | 15 | 14 | 1,071 | 648 | 642 | 1,009 | 10  |
| Alemania       | 7 | 3 | 4 | 14 | 13 | 1,077 | 609 | 606 | 1,005 | 10  |
| Estados Unidos | 7 | 3 | 4 | 12 | 16 | 0,750 | 605 | 608 | 0,995 | 10  |
| Azerbaiyán     | 7 | 2 | 5 | 8  | 17 | 0,471 | 549 | 585 | 0,938 | 9   |
| Puerto Rico    | 7 | 0 | 7 | 0  | 21 | 0,000 | 394 | 533 | 0,739 | 7   |

- Resultados

| Fecha | Hora  | Partido¹   | Partido¹ | Partido¹       | Resultado | S1    | S2    | S3    | S4    | S5    | Total   |
| ----- | ----- | ---------- | -------- | -------------- | --------- | ----- | ----- | ----- | ----- | ----- | ------- |
| 08.11 | 11:00 | Rusia      | -        | Puerto Rico    | 3-0       | 25-16 | 25-10 | 25-20 | –     | –     | 75-46   |
| 08.11 | 13:00 | Alemania   | -        | Países Bajos   | 2-3       | 25-23 | 21-25 | 23-25 | 25-23 | 14-16 | 108-112 |
| 08.11 | 15:00 | Azerbaiyán | -        | Brasil         | 0-3       | 19-25 | 21-25 | 23-25 | –     | –     | 63-75   |
| 08.11 | 18:00 | China      | -        | Estados Unidos | 3-1       | 20-25 | 25-23 | 25-22 | 25-17 | –     | 95-87   |
| 09.11 | 11:00 | Rusia      | -        | Países Bajos   | 3-0       | 25-17 | 25-18 | 25-16 | –     | –     | 75-51   |
| 09.11 | 1:300 | Alemania   | -        | Puerto Rico    | 3-0       | 25-23 | 25-22 | 25-22 | –     | –     | 75-67   |
| 09.11 | 15:00 | China      | -        | Brasil         | 2-3       | 26-24 | 25-20 | 21-25 | 16-25 | 17-19 | 105-113 |
| 09.11 | 18:00 | Azerbaiyán | -        | Estados Unidos | 3-2       | 25-19 | 16-25 | 25-22 | 25-27 | 15-13 | 106-106 |
| 11.11 | 11:00 | Rusia      | -        | Estados Unidos | 3-0       | 25-20 | 25-21 | 25-17 | –     | –     | 75-58   |
| 11.11 | 13:00 | Alemania   | -        | Brasil         | 0-3       | 16-25 | 22-25 | 15-25 | –     | –     | 53-75   |
| 11.11 | 15:00 | China      | -        | Puerto Rico    | 3-0       | 28-26 | 25-14 | 25-22 | –     | –     | 78-62   |
| 11.11 | 18:00 | Azerbaiyán | -        | Países Bajos   | 0-3       | 24-26 | 22-25 | 24-26 | –     | –     | 70-77   |
| 12.11 | 11:00 | Rusia      | -        | Brasil         | 1-3       | 29-27 | 14-25 | 25-27 | 22-25 | –     | 90-104  |
| 12.11 | 13:00 | Alemania   | -        | Estados Unidos | 2-3       | 27-25 | 23-25 | 25-19 | 24-26 | 11-15 | 110-110 |
| 12.11 | 15:00 | China      | -        | Países Bajos   | 2-3       | 25-21 | 25-17 | 23-25 | 22-25 | 12-15 | 107-103 |
| 12.11 | 18:00 | Azerbaiyán | -        | Puerto Rico    | 3-0       | 25-21 | 25-18 | 25-18 | –     | –     | 75-57   |

- (¹) – Todos en Osaka.

## Fase final
- Todos los partidos en la hora local de Japón (UTC+9).

|  | Semifinales         | Semifinales     |   |                     | Final           | Final           |  |
|  | 15 de noviembre     | 15 de noviembre |   |                     | 16 de noviembre | 16 de noviembre |  |
|  |                     |                 |   |                     |                 |                 |  |
|  |                     |                 |   |                     |                 |                 |  |
|  | Brasil              | 3               |   |                     |                 |                 |  |
|  | Serbia y Montenegro | 1               |   |                     |                 |                 |  |
|  |                     |                 |   |                     |                 |                 |  |
|  |                     |                 |   |                     |                 |                 |  |
|  |                     |                 |   |                     | Brasil          | 2               |  |
|  |                     | Rusia           | 3 |                     |                 |                 |  |
|  |                     |                 |   |                     |                 |                 |  |
|  |                     |                 |   |                     |                 |                 |  |
|  |                     |                 |   |                     | Tercer lugar    |                 |  |
|  |                     |                 |   |                     |                 |                 |  |
|  | Italia              | 0               |   | Serbia y Montenegro | 3               |                 |  |
|  | Rusia               | 3               |   |                     | Italia          | 0               |  |

### Partidos de clasificación
9.º a 12.º lugar
| Fecha | Hora  | Partido¹     | Partido¹ | Partido¹       | Resultado | S1    | S2    | S3    | S4    | S5 | Total  |
| ----- | ----- | ------------ | -------- | -------------- | --------- | ----- | ----- | ----- | ----- | -- | ------ |
| 15.11 | 14:00 | China Taipéi | -        | Estados Unidos | 0-3       | 15-25 | 20-25 | 21-25 | –     | –  | 56-75  |
| 15.11 | 16:00 | Alemania     | -        | Turquía        | 1-3       | 25-23 | 16-25 | 20-25 | 25-27 | –  | 86-100 |

Undécimo lugar
| Fecha | Hora  | Partido¹     | Partido¹ | Partido¹ | Resultado | S1    | S2    | S3    | S4 | S5 | Total |
| ----- | ----- | ------------ | -------- | -------- | --------- | ----- | ----- | ----- | -- | -- | ----- |
| 16.11 | 13:00 | China Taipéi | -        | Alemania | 0-3       | 15-25 | 19-25 | 15-25 | –  | –  | 49-75 |

Noveno lugar
| Fecha | Hora  | Partido¹       | Partido¹ | Partido¹ | Resultado | S1    | S2    | S3    | S4    | S5 | Total |
| ----- | ----- | -------------- | -------- | -------- | --------- | ----- | ----- | ----- | ----- | -- | ----- |
| 16.11 | 15:00 | Estados Unidos | -        | Turquía  | 3-1       | 25-22 | 23-25 | 25-17 | 25-16 | –  | 98-80 |

5.º a 8.º lugar
| Fecha | Hora  | Partido¹     | Partido¹ | Partido¹ | Resultado | S1    | S2    | S3    | S4    | S5 | Total  |
| ----- | ----- | ------------ | -------- | -------- | --------- | ----- | ----- | ----- | ----- | -- | ------ |
| 15.11 | 16:00 | Cuba         | -        | China    | 1-3       | 24-26 | 21-25 | 28-26 | 20-25 | –  | 93-102 |
| 15.11 | 19:00 | Países Bajos | -        | Japón    | 1-3       | 21-25 | 27-25 | 21-25 | 21-25 | –  | 90-100 |

Séptimo lugar
| Fecha | Hora  | Partido¹ | Partido¹ | Partido¹     | Resultado | S1    | S2    | S3    | S4 | S5 | Total |
| ----- | ----- | -------- | -------- | ------------ | --------- | ----- | ----- | ----- | -- | -- | ----- |
| 16.11 | 17:00 | Cuba     | -        | Países Bajos | 3-0       | 25-22 | 25-16 | 25-23 | –  | –  |       |

Quinto lugar
| Fecha | Hora  | Partido¹ | Partido¹ | Partido¹ | Resultado | S1    | S2    | S3    | S4 | S5 | Total |
| ----- | ----- | -------- | -------- | -------- | --------- | ----- | ----- | ----- | -- | -- | ----- |
| 16.11 | 18:00 | China    | -        | Japón    | 0-3       | 25-19 | 25-22 | 25-22 | –  | –  | 75-63 |

- (¹) – Todos en Osaka.

### Semifinales
| Fecha | Hora  | Partido¹ | Partido¹ | Partido¹            | Resultado | S1    | S2    | S3    | S4    | S5 | Total |
| ----- | ----- | -------- | -------- | ------------------- | --------- | ----- | ----- | ----- | ----- | -- | ----- |
| 15.11 | 14:00 | Brasil   | -        | Serbia y Montenegro | 3-1       | 17-25 | 14-25 | 25-21 | 20-25 | –  | 96-76 |
| 15.11 | 16:00 | Italia   | -        | Rusia               | 0-3       | 19-25 | 16-25 | 20-25 | –     | –  | 55-75 |

- (¹) – En Osaka.

### Tercer lugar
| Fecha | Hora  | Partido¹ | Partido¹ | Partido¹            | Resultado | S1    | S2    | S3    | S4 | S5 | Total |
| ----- | ----- | -------- | -------- | ------------------- | --------- | ----- | ----- | ----- | -- | -- | ----- |
| 16.11 | 12:00 | Italia   | -        | Serbia y Montenegro | 0-3       | 22-25 | 22-25 | 21-25 | –  | –  | 65-75 |

- (¹) – En Osaka.

### Final
| Fecha | Hora  | Partido¹ | Partido¹ | Partido¹ | Resultado | S1    | S2    | S3    | S4    | S5    | Total   |
| ----- | ----- | -------- | -------- | -------- | --------- | ----- | ----- | ----- | ----- | ----- | ------- |
| 16.11 | 14:30 | Rusia    | -        | Brasil   | 3-2       | 15-25 | 25-23 | 25-18 | 20-25 | 15-13 | 100-104 |

- (¹) – En Osaka.

## Medallero
|       |        |                     |
| Rusia | Brasil | Serbia y Montenegro |

## Estadísticas

### Clasificación general
| 1. Rusia                 |
| 2. Brasil                |
| 3. Serbia y Montenegro   |
| 4. Italia                |
| 5. China                 |
| 6. Japón                 |
| 7. Cuba                  |
| 8. Países Bajos          |
| 9. Estados Unidos        |
| 10. Turquía              |
| 11. Alemania             |
| 12. China Taipéi         |
| 13. Azerbaiyán           |
| 13. Corea del Sur        |
| 15. Polonia              |
| 15. Puerto Rico          |
| 17. Costa Rica           |
| 17. Kazajistán           |
| 17. Perú                 |
| 17. República Dominicana |
| 21. Camerún              |
| 21. Egipto               |
| 21. Kenia                |
| 21. México               |

### Distinciones individuales
- Mejor jugadora (MVP) – Yoshie Takeshita ( Japón)
- Mayor anotatora – Neslihan Darnel ( Turquía) –225 pts.–
- Mejor colocadora – Yoshie Takeshita ( Japón)
- Mejor receptora – Jaqueline Carvalho ( Brasil)
- Mejor central – Christiane Fürst ( Alemania)
- Mejor opuesta – Rosir Calderón Díaz ( Cuba)
- Mejor líbero – Suzana Ćebić ( Serbia)